# Řád pracovní slávy
Řád pracovní slávy (bulharsky: орден „Трудова слава”) bylo státní vyznamenání Bulharské lidové republiky založené v roce 1974. Udíleno bylo za dlouhou a věrnou práci.

## Historie a pravidla udílení
Řád byl založen výnosem Národního shromáždění č. 1094 ze dne 28. května 1974 a byl založen podle sovětského vzoru. Udílen byl za dlouhou a věrnou službu a to pracovníkům v průmyslu, stavebnictví, dopravě a zemědělství za dlouhodobou a oddanou práci v jednom podniku. Udílen byl v nejnižší třídě s možností povýšení po dalším pracovním roce. Autory medaile byli L. Prachov a P. Brajkov. Medaile byly vyráběny státní mincovnou v Sofii.
Po pádu komunistického režimu byl v roce 1991 zrušen. Za dobu své existence byl udělen 6 555 lidem.

## Insignie
Řádový odznak I. třídy měl tvar šesticípé zlaté hvězdy s rameny s motivem pšeničných snopů pětiúhelíkového tvaru. Mezi rameny byly zlaté obdélníčky. V případě odznaku II. třídy byly snopy bíle smaltované a u III. třídy černě smaltované. Uprostřed byl kulatý červeně smaltovaný medailon s bíle smaltovanou pěticípou hvězdou. Okolo byl bíle smaltovaný kruh s nápisem v cyrilici НРБ (Bulharská lidová republika) • Трудова слава (čest práci).
Stuha byla tmavě modrá s úzkými pruhy v barvách bulharské vlajky, tedy bílé, zelené a červené, při levém okraji. Stuha pokrývala kovovou destičku ve tvaru pětiúhelníku.
Řád se nosil nalevo na hrudi.

## Třídy
Řád byl udílen ve třech třídách.
- I. třída
- II. třída
- III. třída